# Établissement de recherche atomique d'Harwell
L'établissement de recherche atomique (Atomic Energy Research Establishment AERE en anglais) installé près de Harwell (Oxfordshire) a été le principal centre de recherche et de développement pour l'énergie atomique du Royaume-Uni entre les années 1940 et 1990.

## Création du site
C'est en 1945 que John Cockcroft a reçu la mission de créer un laboratoire de recherche pour promouvoir l'utilisation de la fission nucléaire à la fois pour les besoins militaire et civil.
C'est le site de la Royal Air Force de Harwell qui a été choisi, il se trouve à environ 25 km au sud de Oxford à côté de Didcot et du village de Harwell. L'établissement a été ouvert le 1er janvier 1946.
Les premiers laboratoires comprenaient les spécialités suivantes : chimie, physique, physique nucléaire, physique des réacteurs, physique théorique, isotopes, Les directeurs après Cockcroft ont été Basil Schonland, Arthur Vick et Walter Marshall.

## Les premiers réacteurs
1. GLEEP (en) (pour Graphite Low Energy Experimental Pile), premier réacteur nucléaire fonctionnel, a été mis en service en 1947. C'était un réacteur à modérateur graphite refroidi à l'air de basse énergie (3 kW). C'est le premier réacteur de l'Europe de l'Ouest. Il a fonctionné jusqu'en 1990.
2. BEPO (pour British Experimental Pile 0), le deuxième mis en service, a profité de l'expérience acquise avec GLEEP. Démarré en 1948, il a fonctionné jusqu'en 1968.
3. LIDO, réacteur à uranium enrichi, a fonctionné de 1956 jusqu'en 1972. Il a été principalement utilisé pour des essais de physique nucléaire. Son démantèlement complet a été achevé en 1995.
4. Les deux réacteurs DIDO et PLUTO (en), de 26 MW, utilisaient de l'uranium enrichi avec de l'eau lourde comme modérateur. Ils ont été mis en service en 1956 et 1957. Ces petits réacteurs ont été utilisés pour tester le comportement de différents matériaux sous un bombardement intensif de neutrons avant de les choisir pour les grands réacteurs. Ils ont été arrêtés en 1990.

Le réacteur GLEEP et son hangar ont été démantelés en 2005 ; il est prévu de terminer le démantèlement des réacteurs BEPO, DIDO et PLUTO en 2020.

## Zeta
Le réacteur expérimental le plus intéressant pour AERE a été le réacteur expérimental de fusion ZETA. Ce projet a démarré en 1954 et il a eu ses premiers résultats en 1957. Cependant, le projet a été arrêté en 1958 car il est apparu impossible de progresser sur la fusion avec cette conception de réacteur.

## Évolution de l'organisation
AERE a été incorporé en 1954 à l'Autorité britannique de l'énergie atomique (en anglais United Kingdom Atomic Energy Authority - UKAEA) appartenant au Département du Commerce et de l'Industrie.
Le ralentissement du programme nucléaire britannique dans les années 1980 s'est traduit par la réduction des travaux confiés à UKAEA. Le gouvernement a réduit les budgets, il a été demandé à UKAEA de proposer ses recherches scientifiques directement à l'industrie comme si elle était une entreprise commerciale bien qu'elle appartienne entièrement à l'état.
Dans les années 1990, UKAEA a été entièrement réorganisée. UKAEA a gardé la mainmise sur les infrastructures et les équipements nucléaires et de tous les travaux liés à l'énergie nucléaire mais le reste a été privatisé au sein de AEA Technology (en) avec l'ouverture du capital sur le London Stock Exchange.
Le nom de Atomic Energy Research Establishment a été abandonné en même temps et le site s'appelle aujourd'hui Harwell International Business Centre.